# Planor

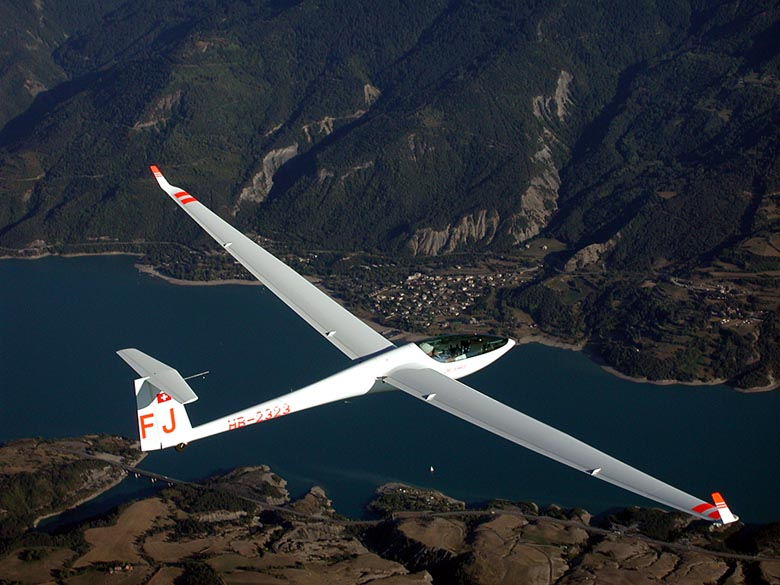
Planor DG-800 în zbor deasupra Lac de Serre Ponçon în Alpii Frencezi

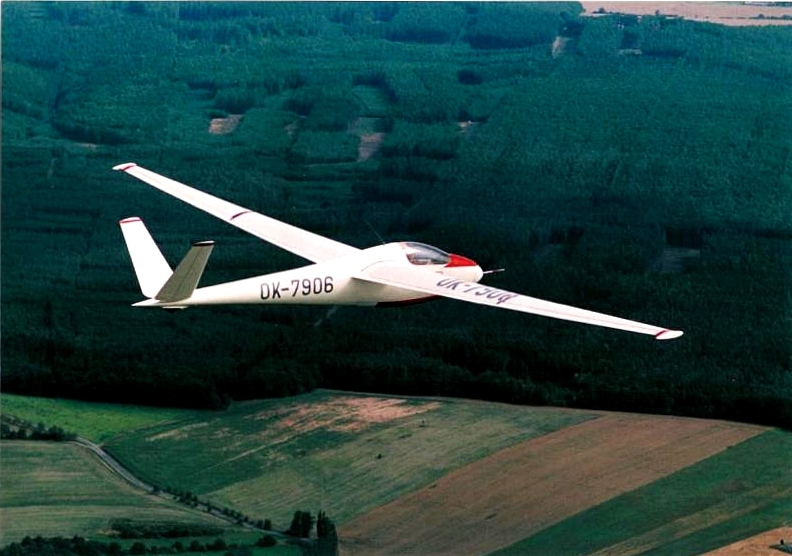
Planor cu ampenaj în V Antonov A-15 în zbor

Planorul este o aeronavă de zbor fără motor mai grea decât aerul, aparținând categoriei aripă fixă. Zborul fără motor înseamnă alternarea urcării planorului în curentul ascendent și glisarea cu o mică pierdere de altitudine.

## Delimitări
La urcarea în curentul ascendent, planorul câștigă energie potențială, care este convertită în viteză de înaintare (energie cinetică) în timpul zborului ulterior de planare. În principiu, dacă se ia în considerare doar faza de planare, orice avion poate fi considerat un planor. Exemple pentru aceasta ar fi avionul de pasageri Airbus A330 din zborul 236 al companiei Air Transat care a parcurs un traseu de 120 km în zbor planat. Un alt exemplu ar fi amerizarea unui Airbus pe Râul Hudson în 2009.
La avioanele propulsate de motoare, planarea se limitează de cele mai multe ori la un zbor planat stabil doar de coborâre. Excepție fac motoplanoarele care datorită construcției lor speciale, pot zbura ca un planor obișnuit. De asemenea și navetele spațiale refolosibile, la întoarcerea pe Pământ, efectuând un zbor liber fără propulsie.
În sens mai restrâns, doar acele aeronave sunt denumite planor, care sunt capabile să câștige altitudine în curenții ascendenți care se găsesc în mod normal în atmosferă, numit uzual „termică” sau „cămin termic”. În plus, pe de o parte viteza minimă de coborâre trebuie să fie mai mică decât viteza maselor de aer în urcare, pe de altă parte, diametrul minim de zbor circular trebuie să fie mai mic decât diametrul curentului ascendent. 

## Caracteristici

### Finețea
Planorul este proiectat în așa fel încât el să se poată înălța folosind o masă de aer ascendent, iar apoi să poată plana pe distanțe foarte lungi până la găsirea următoarei mase de aer ascendent. Acest mod de zbor stă la baza sportului numit planorism — cele mai multe planoare din ziua de azi fiind folosite în acest scop sportiv. 
Acest lucru necesită un raport bun între înălțimea utilizată la planare și distanța parcursă (raportul de finețe).
Finețea planoarelor:
a - planoare moderne de performanță, ∠γ mic, distanță de planare mare
b - planoare de tip vechi, ∠γ mare, distanță de planare  mică
h = înălțime
D = Distanța de planare
γ (gama) = unghi de planare
La începuturile planorismului (în imagine b), raportul de finețe al planoarelor era foarte mic, de 1:8, 1:10, adică de la înălțimea de 1000 m planoarele reușeau să parcurgă, fără cumul de energie exterioară, 8 respectiv 10 km distanță. Viteza de înfundare pe verticală a acestora era de aproximativ 1,5 m/s.
La ora actuală (în imagine b), finețea planoarelor este cuprinsă între 1:48, 1:50, iar viteza de înfundare minimă nu depășește valoarea de 0,47 m/s (Schleicher ASG 29, primul zbor în 2005). 
Fiecărei valori de finețe îi corespunde un unghi de planare dat și anume la 1:20 corespunde ∠2,9°, la 1:40 ∠1,4° iar la 1:50 corespunde o valoare de ∠1,1°. Dacă reprezentăm grafic aceste unghiuri, observăm cât de mici sunt acestea, deci putem să ne dăm seama ce pantă mică de coborâre au planoarele.

### Rezistență mică a aerului
Pentru ca să ofere bune caracteristici de planare, un planor trebuie să fie construit încât să aibă o rezistență  la înaintare foarte mică. O rezistență redusă a aerului este necesară, în caz contrar se pierde prea multă energie prin frecarea cu aerul.
- Pentru a asigura portanța necesară cu cea mai mică rezistență posibilă, aripile planoarelor au alungirea aripii mult mai mare (anvergură mare și profunzime mică) în comparație cu aeronavele cu propulsie.
- Planoarele moderne au trenul de aterizare escamotabil, care intră în dotarea de bază.
- Calitatea suprafeței trebuie să fie ridicată pentru a asigura cea mai lungă cale posibilă de curgere laminară a fileurilor de aer care curg în jur.
- În mod regulat, suprafețele aripilor, ale ampenajului și capotei dar mai ales cele îmbâcsite cu musculițe, trebuie spălate și lustruite cu pastă, pentru ca frecarea cu aerul să fie minimă.

La rezistența pe care o creează aripa, aparține și rezistența indusă. Ea apare din egalizarea presiunii între partea superioară (depresiune) și inferioară (suprapresiune), care creaază la capătul aripii vârtejuri. Pentru a reduce rezistența indusă, se utilizează din ce în ce mai mult vârfurile îndoite ale aripilor, așa-numitele winglets, atât la planoare cât și la aeronave.

### Maniabilitate
Rata de ruliu este viteza unghiulară maximă a planorului care intră sau iese dintr-un viraj. O rată ridicată de rulare este utilă pentru a putea utiliza termice înguste și/sau agitate. Cu cât diametrul cercului este mai mic, cu atât mai eficientă poate fi utilizarea termicii.

### Rezistența structurii
Deoarece o viteză mare cu un unghi de planare bun creează o încărcare deosebit de mare al aripii, se acordă o atenție deosebită construcției unei structuri solide a planoarelor. Aceasta se face nu doar datorită sarcinilor deosebit de mari la care este supus planorul în zbor, ci și din motive când un planor trebuie să aterizeze în natură, adică în afara unui aerodrom sau teren de zbor pentru planoare, pentru că nu s-au mai găsit curenți termici și s-a pierdut înălțimea necesară pentru a se putea ajunge la un teren de zbor. Se poate întâmpla în timpul unui zbor de distanță sau la îndepărtarea prea mare de terenul de bază. Acesta poate fi un câmp cu denivelări și alte obstacole, un lan de grâu sau de porumb, sau teren arat, care poate solicita mult structura planorului. 
Din motive de rezistență și calitate a suprafeței, aripile, precum și fuzelajul și ampenajul planoarelor moderne sunt realizate din compozite din fibră de carbon sau de sticlă.

### Demontabilitate

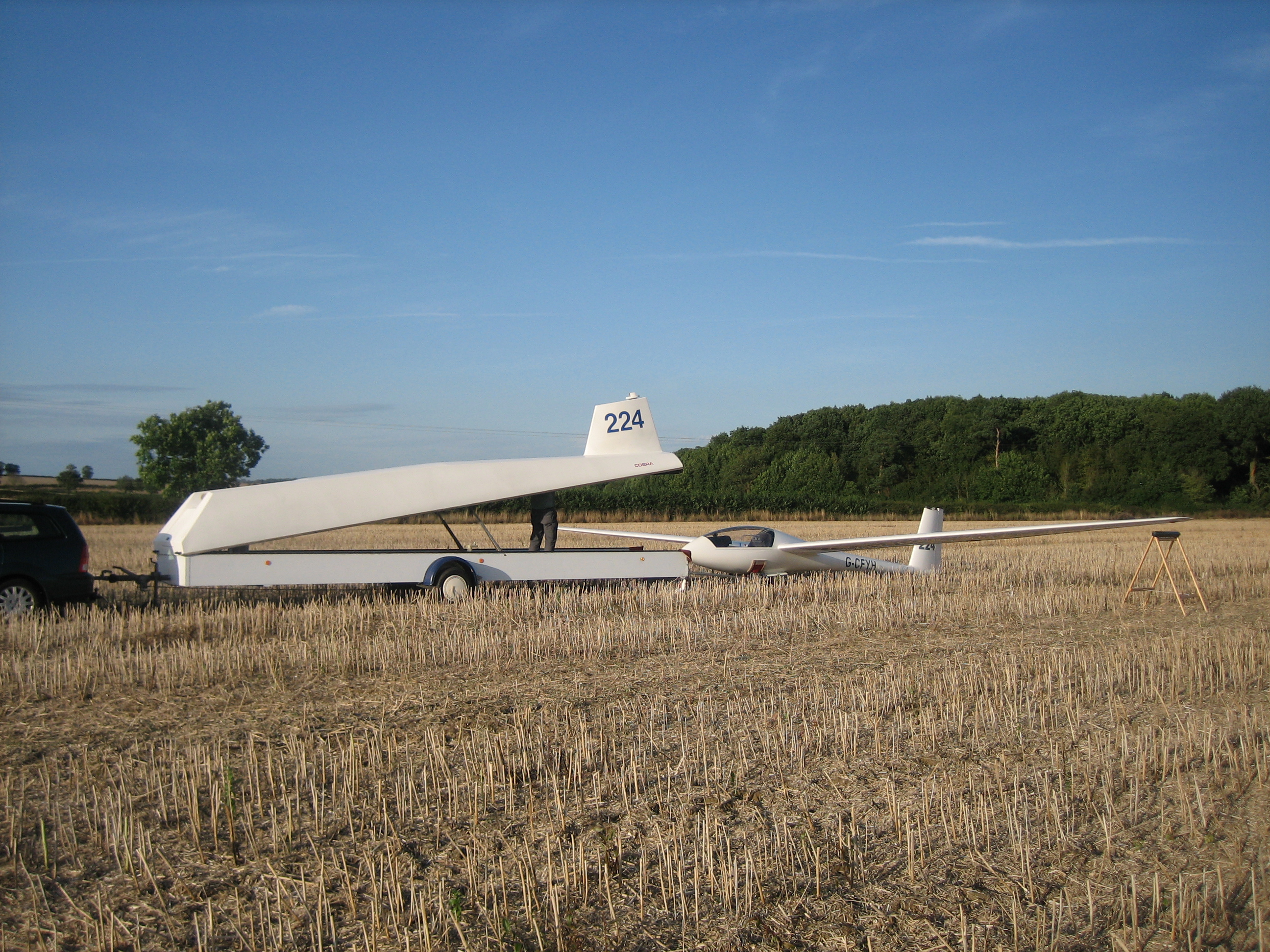
Planor într-un câmp după o aterizare „în afară”, pe cale să fie demontat

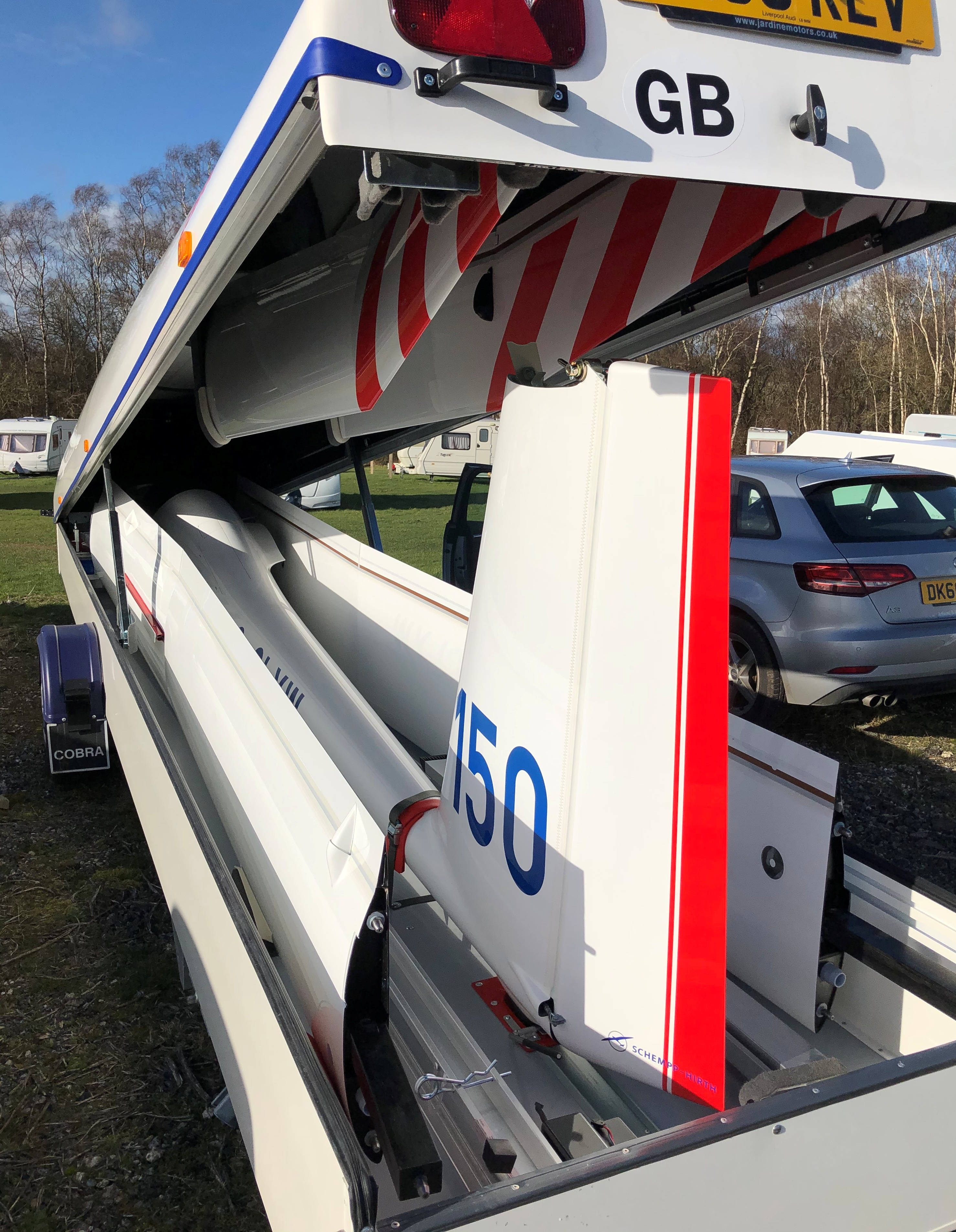
Planor în remorcă

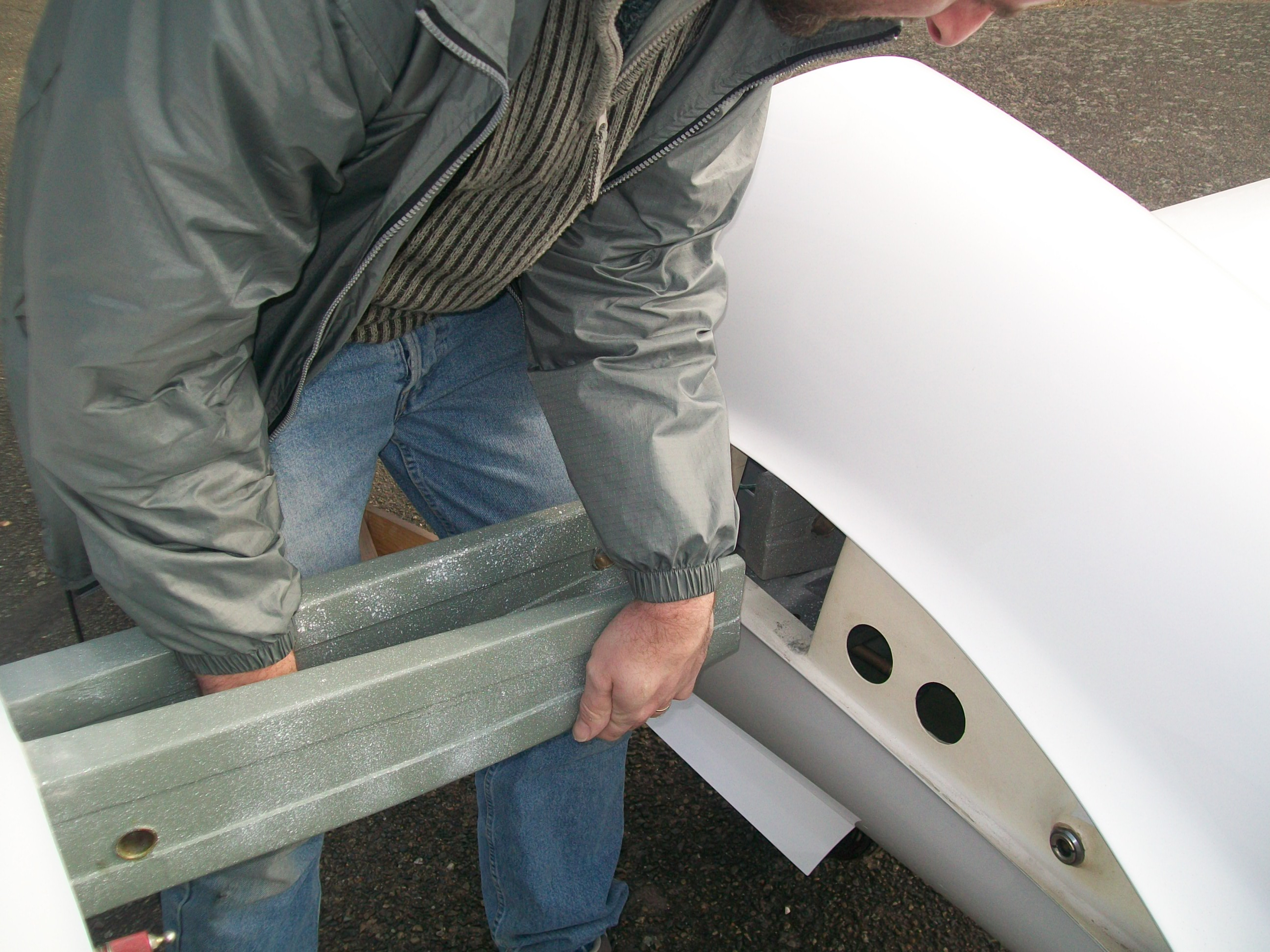
Lonjeroanele aripii stângi la motarea cu planorul

Când planoarele trebuie transportate pe distanțe mai mari, de exemplu pentru participarea la diferite competiții sau în cazul unei aterizări în natură datorită lipsei curenților termici, acestea trebuiesc demontate și încărcate în mijloace de transport adecvate pentru a fi transportate la destinație sau la un aerodrom unde există mijloacele necesare pentru decolare. În acest scop, planoarele sunt proiectate în așa fel încât să poată fi dezmembrate în câteva minute în părțile transportabile, de obicei aripi, fuzelaj și ampenaj orizontal. Acestea se încarcă în remorca transport a planorului (fiecare planor are remorca sa), unde sunt bine ancorate în vederea transportului.

## Decolarea

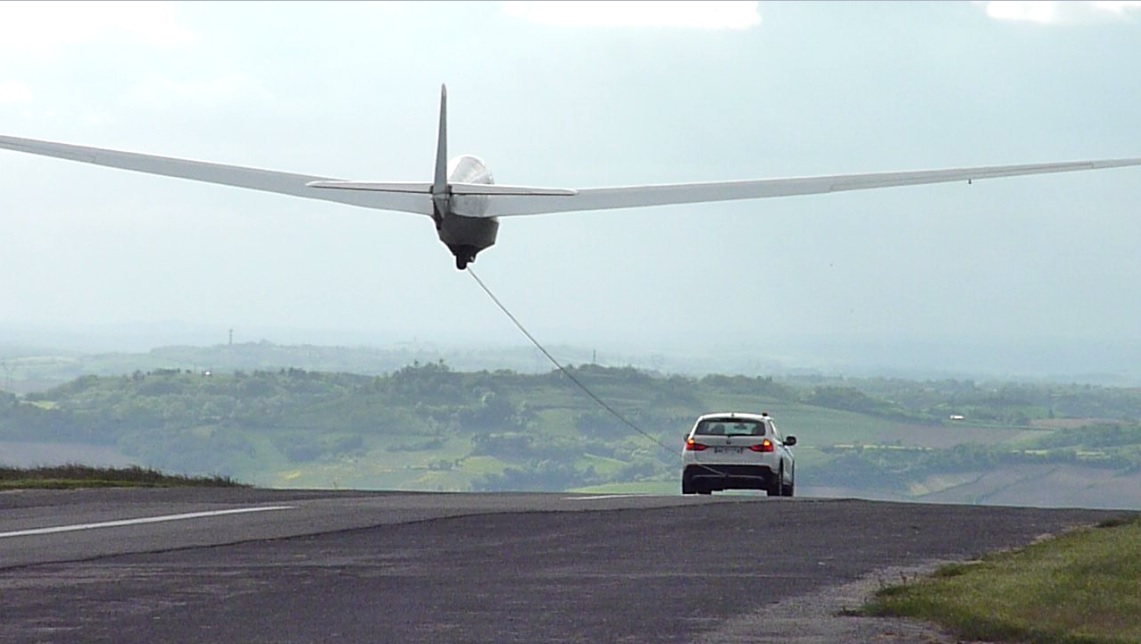
Remorcaj de automobil

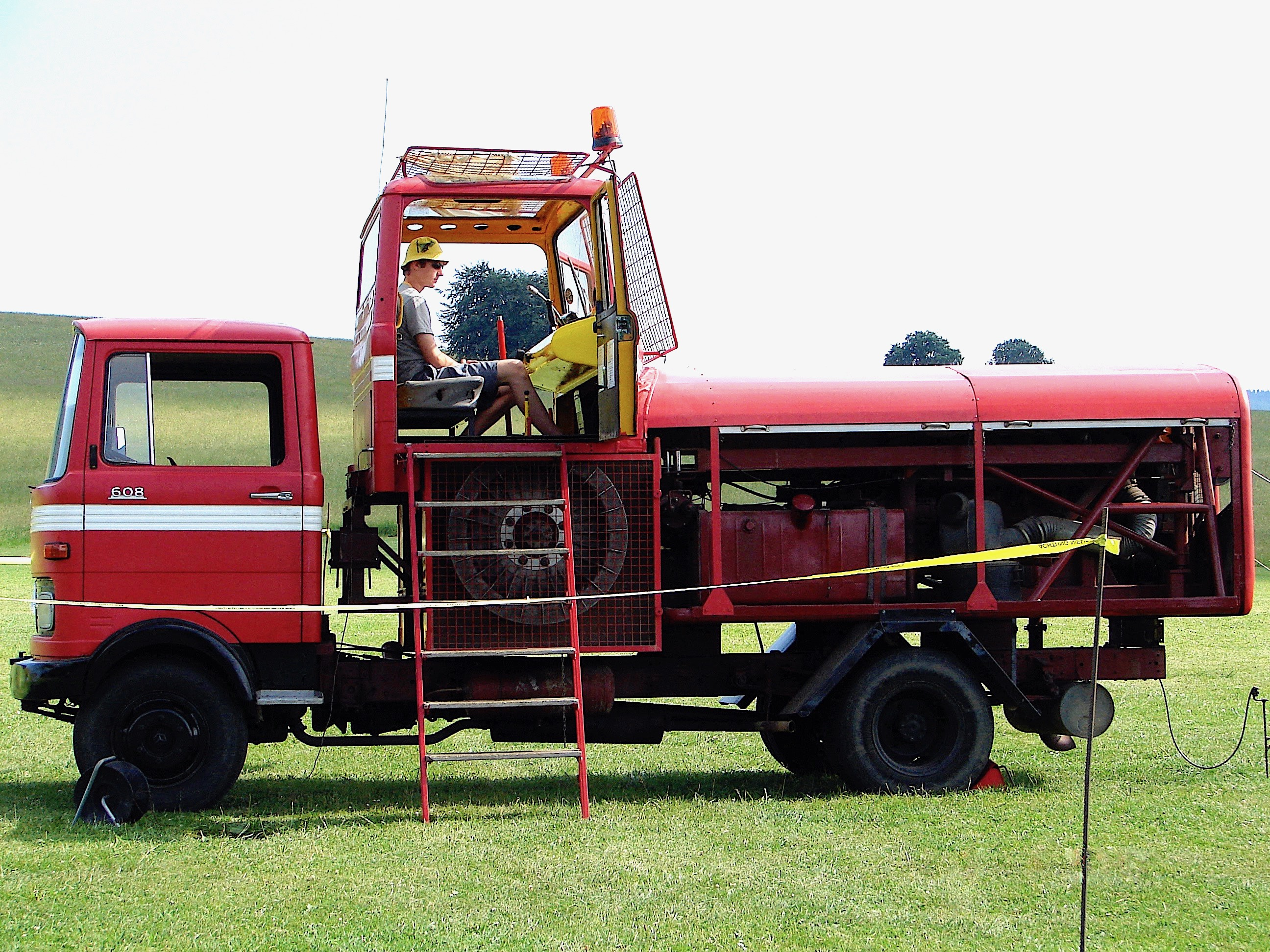
Automosor la Degerfeld

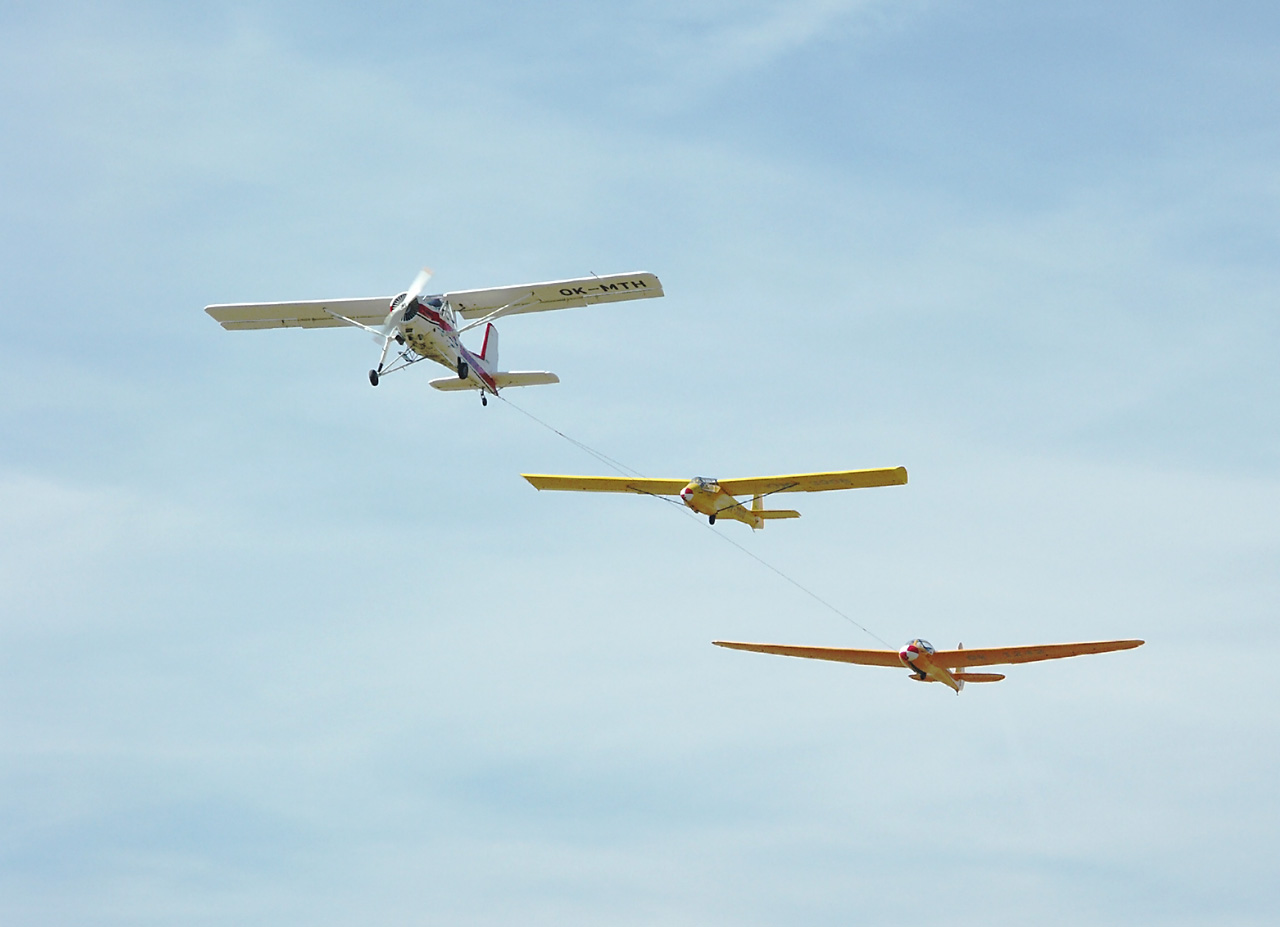
Remorcaj dublu de avion

Având în vedere că planoarele prin specificul lor sunt aparate de zbor fără motor, care neavând nici un mijloc propriu de propulsie, trebuiesc lansate, adică aduse la o viteză și o altitudine suficientă, pentru ca să zboare datorită portanței aripilor. În decursul timpului, s-au folosit diferite metode care s-au dezvoltat mereu.
La început, planoarele se lansau cu un cablu elastic din fire de cauciuc numit sandou (vedeți Lansarea cu sandoul). În zonele deluroase decolarea era favorizată, aceasta făcându-se de pe vârful unui deal. 
În zonele de șes, inițial lansarea se făcea prin remorcarea planorului cu un cablu lung de 40-50 m, de către un automobil. Mosorul (automosorul) a fost o realizare tehnică ideală care este foarte răspândită pe toate terenurile de zbor.  
O altă metodă de lansare este remorcajul planorului cu avionul (vedeți Remorcaj de avion).

## Zborul
Planorul folosește termica (curenți ascendenți) pentru a câștiga înălțime. Zborul unui planor începe cu lansarea care în mod obișnuit se face prin remorcaj de avion sau mosor/automosor. După ce atinge înălțimea de declanșare, planorul zboară folosindu-se de caracteristicile sale aerodinamice (portanță vs. rezistență la înaintare). În momentul în care intră într-un curent ascendent, variometrul (aparat de bord care sesizează variațiile de înălțime ale aeronavei) indică urcare și se comandă spiralarea și centrarea planorului în căminul termic pentru a câștiga înălțime.

### Instrumente de bord

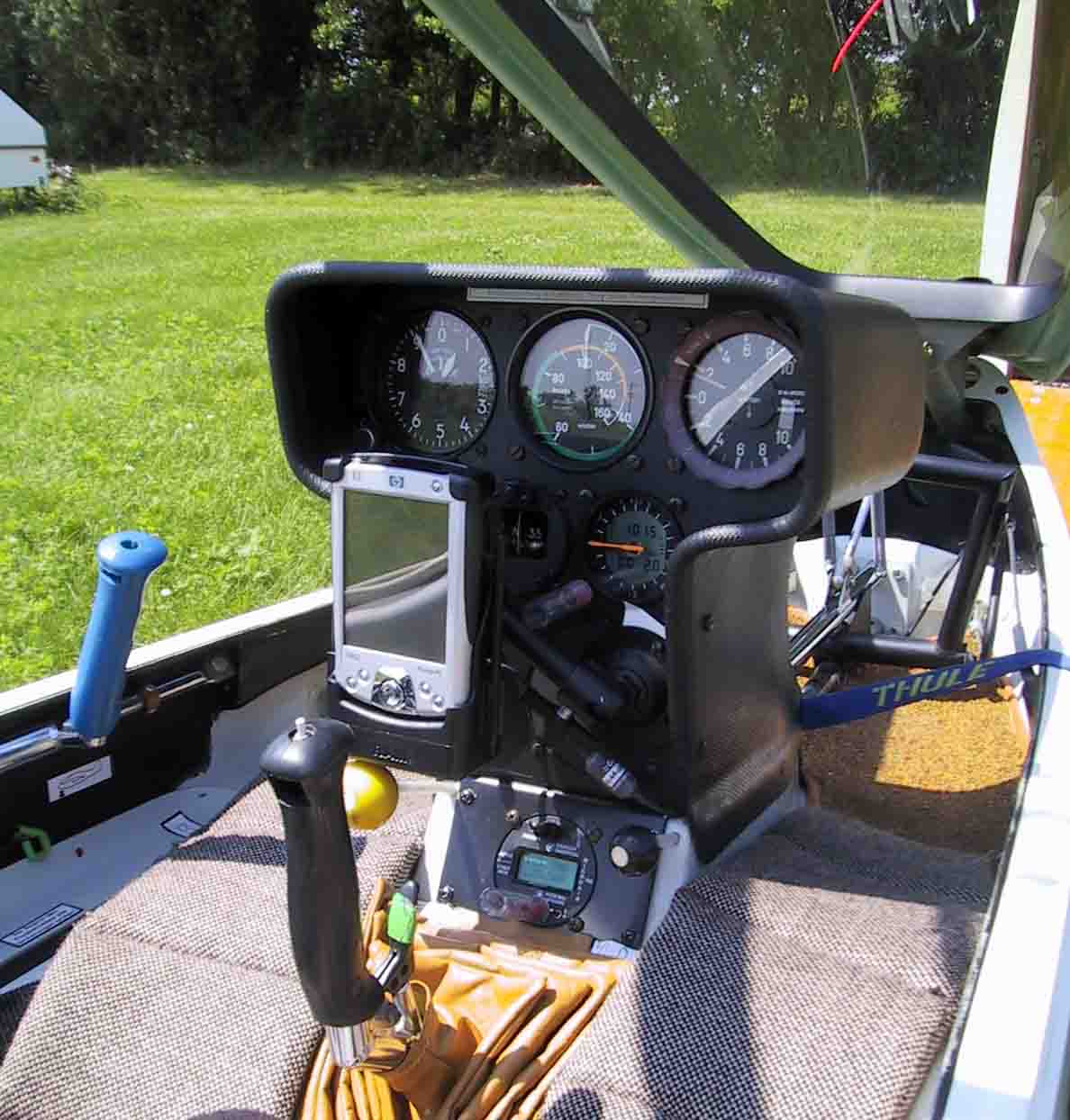
Cockpitul unui planor modern cu panoul de instrumente, manșa (de culoare neagră), mânerul frânelor aerodenamice (albastru) și GPS-ul (dreptunghiular).

Altimetru
indică înălțimea față de punctul de decolare.
Vitezometru
indică viteza față de curenții de aer.  Viteza de zbor pentru finețea maximă este de 100 km/h.
Variometru
indică viteza de urcare (în termică) sau de înfundare.  De obicei se folosesc două variometre, unul de 5 metri pe secundă cu o acuratețe mai mare, și unul de 30 metri pe secundă folosit atunci când viteza de urcare sau de înfundare crește sau scade sub 5 m/s, iar cel de 5 m/s nu mai poate fi folosit.
Giroclinometru (sau indicator de viraj și glisadă)
indică înclinarea planorului și corectitudinea virajelor efectuate.
Firul de lână
indică corectitudinea virajelor efectuate
Este un fir de lână de circa 10–15 cm, lipit în exterior pe capotă, în fața pilotului, pentru a zbura curbe coordonate (fără derapaj). În timpul zborului datorită curentului de aer, firul trebuie să fie așezat pe axa longitudinală a planorului; firul înclinat indică o curbă derapată sau cu glisaj lateral.

## Aterizarea
Aterizorul primelor planoare (RG-3 de exemplu) era o patină care ajungea de la bot până sub cockpit, având ca amortizoare tampoane de cauciuc montate între fuzelaj și patină iar sub ampenaj o bechie. Planoarele moderne sunt prevăzute cu roți balonate, unele escamotabile. Pe latura mare a turului de pistă (en: Downind), la travers (în dreptul T-ului de aterizare) se scoate trenul de aterizare (la cele escamotate), se raportează și se cere permisiunea de aterizare.

## Clase de planoare
Începând din 2011 Federația Aeronautică Internațională (FAI) recunoaște următoarele clase în planorism:
- Clasa 13,5 m (fosta clasă world). Generată de lipsa interesului piloților de competiție pentru clasa planorului unic PW5, clasa world permite un număr mai mare de tipuri de planoare restricționate la 13,5 m.
- Clasa club, planoare cu anvergură de max. 15 m, fără balast de apă, cu coeficient de handicap max 1,09.
- Clasa 15 m, anvergură de max. 15 m, cu flaps și balast de apă.
- Clasa standard, anvergură de max. 15 m, fără flaps și cu balast de apă.
- Clasa 18 m, anvergură de max. 18 m, cu flaps și balast de apă.
- Clasa biloc 20 m, anvergură de 20 m, biloc, fără flaps și cu balast de apă. Greutatea maximă 850 kg.
- Clasa open - fără limitări constructive cu excepția greutății - max. 850 kg.